# 엘리너 캐턴
엘러노어 캐턴(Eleanor Catton, MNZM, 1985년 9월 24일 ~ )은 뉴질랜드의 작가이다. 두 번째 소설 《더 루미너리스》로 맨부커상을 수상하였으며, 최연소 수상자가 되었다.

## 작품 목록
소설
- 더 리허설(The Rehearsal, 2008)
- 더 루미너리스(The Luminaries, 2013)